# Липовицы (Ярославский район)
Ли́повицы — деревня в Ярославском районе Ярославской области. Расположена в 6 км от Ярославля. 25 домов. Количество жителей меняется в зависимости от времени года: зимой постоянно проживает около 7—10 человек, летом — около 25—30. Летом дома используются преимущественно как дачи.

## История
В 2014 году построен ЖК «Зелёный квартал», ставший частью деревни Липовицы. Находится в 4 км. от Липовиц и в 2 км от Ярославля, тем самым став очень длинной деревней. Новая улица — Квартал Зеленый.

## Население
| 2007 | 2010 |
| ---- | ---- |
| 3    | ↘2   |

### Историческая численность населения
По состоянию на 1989 год в деревне проживало 19 человек.

## Инфраструктура
Основная инфраструктура находится в ЖК «Зелёный квартал»: два продуктовых магазина, пункт выдачи OZON, мини-отель, пансионат для пожилых, производственные предприятия Мир Снабжения и Пластмассовые изделия.

## Общественный транспорт
Липовицы обслуживаются автобусными маршрутами №№ 124 Ярославль (КДП Заволжье) — Прусово (шесть рейсов ежедневно) и 124к Ярославль (Красная площадь) — Прусово (пять рейсов ежедневно). ЖК «Зелёный квартал», помимо прочего, обслуживается маршрутами №№ 112 Ярославль (КДП Заволжье) — ЖК «Зелёный квартал» (десять рейсов ежедневно), 119 Ярославль (Красная площадь) — ЖК «Зелёный квартал» (четыре рейса ежедневно).

## Улицы
Улицы: Кедровая, Ореховая.
Переулки: 1-й Кедровый, Лесной.
Проезды: 1-й Ореховый, 2-й Ореховый, 3-й Луговой.